# Cataenococcus formicarii
Cataenococcus formicarii är en insektsart som först beskrevs av Edward MacFarlane Ehrhorn 1899. 
Cataenococcus formicarii ingår i släktet Cataenococcus och familjen ullsköldlöss. Inga underarter finns listade i Catalogue of Life.